# 寺井玄渓

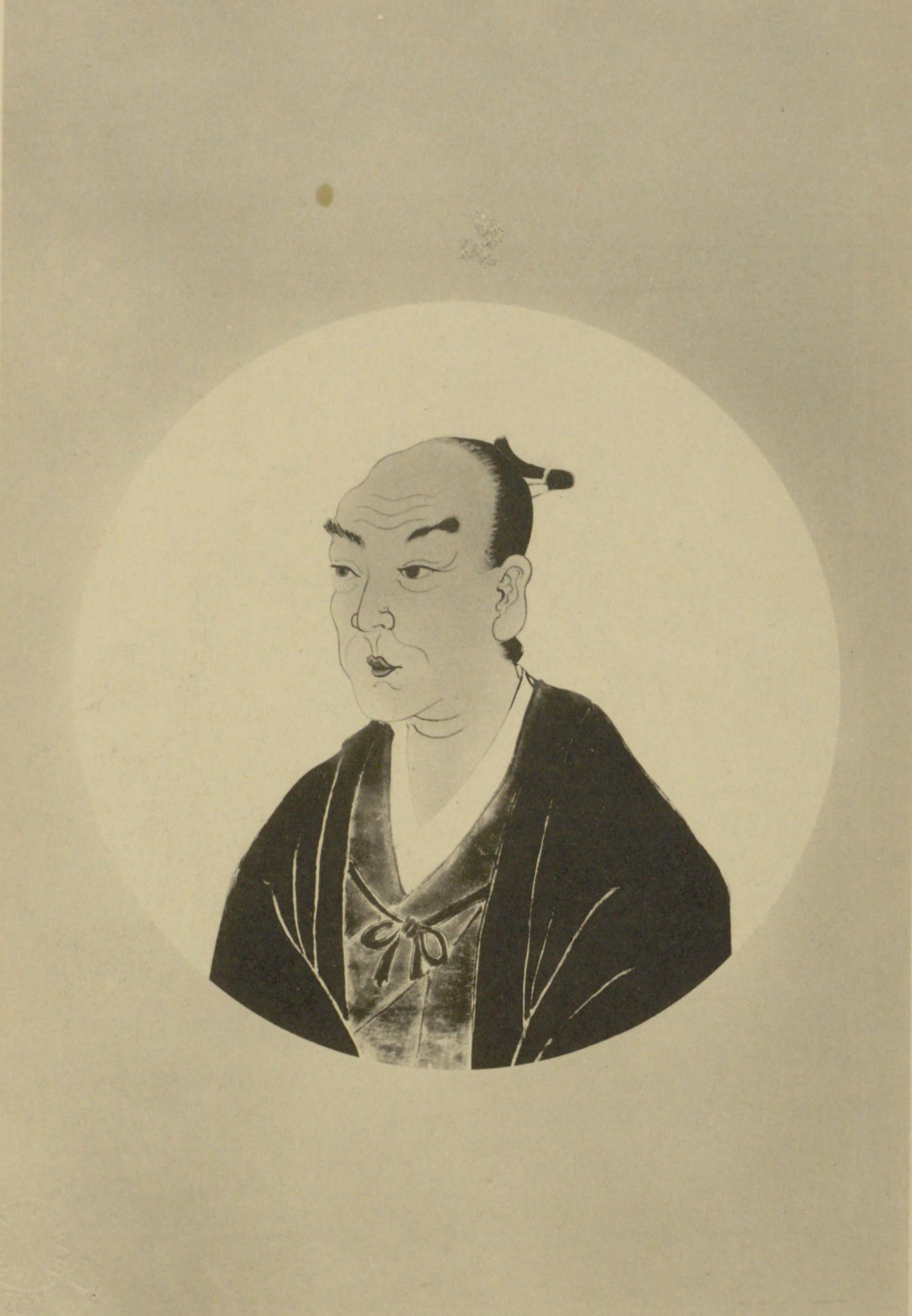
藤浪剛一『医家先哲肖像集』より寺井玄渓

寺井 玄渓（てらい げんけい、元和8年（1622年） - 宝永8年2月20日（1711年4月7日））は、江戸時代前期から中期にかけての医師。
玄渓とその父はもともと播磨国明石藩主本多政利（6万石）に仕えていたという。しかし本多政利は何かと不行跡が多く、天和2年（1682年）藩政を咎められて陸奥国大久保藩主1万石に減知転封されてしまう。この大幅な減知にも玄渓は本多家に残れたが、主君政利はその後も些細なことで侍女を殺害するなどの不行跡が絶えず、ついに元禄6年（1693年）に完全に領地を召し上げられた。
主家を失った玄渓は京都で医業を開業していたが、元禄13年（1700年）、播磨国赤穂藩藩医として招かれ、浅野長矩に300石5人扶持で仕えた。元禄14年（1701年）3月14日の浅野長矩殿中刃傷（赤穂事件）時には江戸藩邸に詰めていたが、その後直ちに赤穂へ向かい、終始国家老の大石良雄に従って行動する。赤穂城開城後は京都へ移った。元禄15年（1702年）7月、浅野長広の広島藩お預かりが決まり、良雄が江戸へ下る決意をすると玄渓もお供しようとしたが、8月6日に良雄は書簡を送ってこれを制止している。玄渓は代わりに息子玄達を江戸へ送って赤穂浪士たちの医療を担当させたという。
宝永8年（1711年）2月20日に京都で死去。享年90。墓は京都の長楽寺にある。法名は桐庵玄渓居士。